# Spargania crypta
Spargania crypta är en fjärilsart som beskrevs av Druce 1893. Spargania crypta ingår i släktet Spargania och familjen mätare. Inga underarter finns listade i Catalogue of Life.